# Франкевич, Казимеж
Казимеж «Кейси» Франкевич (пол. Kazimierz "Casey" Frąckiewicz; род. 8 января 1939) — польский футболист, выступавший в NASL между 1967 и 1974 годами за «Сент-Луис Старз» и «Бостон Минитмен».
В дополнение к игре для «Старз» он тренировал команду с 1971 по 1973 год. В 1972 году он выиграл награду Тренер года NASL, он привёл «Сент-Луис Старз» к победе в Южном дивизионе и вывел в финал чемпионата. В финале против «Нью-Йорк Космос» Франкевич также сравнял счёт после гола Рэнди Хортона, но на 86-й минуте Йозеф Елинек с пенальти забил решающий гол за «Космос» (2:1). Он был членом первого состава «Всех звёзд NASL» в 1968 году и второго состава в 1971 году, в 1972 году он получил Поощрительную премию.